# Jean-Yves Ossonce
Jean-Yves Ossonce est un chef d'orchestre français né le 10 avril 1960 à Tours.

## Biographie
Jean-Yves Ossonce naît le 10 avril 1960 à Tours.
Il commence l'apprentissage de la musique par le piano à l'âge de six ans et fait ses études générales et musicales dans sa ville natale, où il obtient une licence de musicologie.
Entre 1982 et 1991, il est responsable de la musique au Grand Théâtre de Tours.
En parallèle, il travaille la direction d'orchestre avec Jean Fournet et commence à diriger dans des maisons d'opéra françaises avant que sa carrière ne se développe à l'étranger. Il dirige à Opera North (1991), au Festival d'Édimbourg (1994), à Montréal, Salzbourg, au Deutsche Oper Berlin, à La Monnaie de Bruxelles, à San Francisco et à Séoul (pour la création locale de La Damnation de Faust de Berlioz), notamment.
En 1995, Jean-Yves Ossonce est nommé directeur de l'Orchestre symphonique de Tours, puis, en 1999, directeur de l'Opéra de Tours. Il reste en poste jusqu'en 2016. En 2002, il conduit l'orchestre à la régionalisation avec l'Orchestre symphonique Région Centre-Tours.
À la baguette, il se distingue dans le répertoire français oublié et méconnu. Il dirige par exemple pour la scène ou le disque les suites pour orchestre de Jules Massenet, Briséis d'Emmanuel Chabrier, Le Roi d'Ys d'Édouard Lalo, Le Cœur du moulin de Déodat de Séverac, Le Pays de Joseph-Guy Ropartz, Bérénice et les quatre symphonies d'Albéric Magnard, et L'Aiglon de Jacques Ibert et Arthur Honegger.
En 2014, Jean-Yves Ossonce est nommé chevalier de la Légion d'honneur.
En 2016, il est lauréat du Grand Prix Antoine-Livio de la Presse musicale internationale.
Mis en examen en 2017 pour harcèlement moral, il est relaxé en 2020.